# Aeroportul Indiana County-Jimmy Stewart
Aeroportul Indiana County-Jimmy Stewart (IATA: IDI, ICAO: KIDI, FAA LID: IDI) este un aeroport din Pennsylvania, Statele Unite ale Americii. Aeroportul a fost tranzitat în 2019 de 6 pasageri.
Situat la o altitudine de 428 m, aeroportul dispune de 1 pistă.

## Infrastructură

### Piste
Aeroportul dispune de o singură pistă. Pista 11/29 are suprafața de asfalt și dimensiunile 5.502 picioare × 100 picioare. 